# Футбол на літніх Олімпійських іграх 2016 — чоловіки (склади)
У цій статті представлені склади команд, які беруть участь у чоловічому турнірі з футболу на літніх Олімпійських іграх 2016, що проходили у Ріо-де-Жанейро. Кожна країна може виставити збірну з 18-ти гравців, 15 із яких повинні бути народжені після 1 січні 1993 року, а троє можуть бути старшими цього віку. У команді повинно бути принаймні двоє голкіперів.
Вік, ігри і голи вказані станом на початок турніру, 4 серпня 2016 року.

## Група A

### Бразилія
Головний тренер: Рожеріо Мікале

| №  | Поз. | Гравець         | Дата народження (вік)          | Ігри | Голи | Клуб                |
| -- | ---- | --------------- | ------------------------------ | ---- | ---- | ------------------- |
| 1  | ВР   | Вевертон*       | 13 грудня 1987 (вік 28 років)  | 0    | 0    | Атлетіку Паранаенсе |
| 2  | ЗХ   | Зека            | 16 травня 1994 (вік 22 роки)   | 6    | 0    | Сантос              |
| 3  | ЗХ   | Родріго Кайо    | 17 серпня 1993 (вік 22 роки)   | 6    | 1    | Сан-Паулу           |
| 4  | ЗХ   | Маркіньйос      | 14 травня 1994 (вік 22 роки)   | 0    | 0    | Парі Сен-Жермен     |
| 5  | ПЗ   | Ренато Аугусто* | 8 лютого 1988 (вік 28 років)   | 0    | 0    | Бейцзин Гоань       |
| 6  | ЗХ   | Дуглас Сантос   | 22 березня 1994 (вік 22 роки)  | 4    | 0    | Атлетіку Мінейру    |
| 7  | НП   | Луан            | 27 березня 1993 (вік 23 роки)  | 4    | 3    | Греміу              |
| 8  | ПЗ   | Рафінья         | 12 лютого 1993 (вік 23 роки)   | 5    | 0    | Барселона           |
| 9  | НП   | Габігол         | 30 серпня 1996 (вік 19 років)  | 5    | 6    | Сантос              |
| 10 | НП   | Неймар* (c)     | 5 лютого 1992 (вік 24 роки)    | 7    | 4    | Барселона           |
| 11 | НП   | Габріел Жезус   | 3 квітня 1997 (вік 19 років)   | 6    | 2    | Палмейрас           |
| 12 | ПЗ   | Волас           | 4 квітня 1995 (вік 21 рік)     | 0    | 0    | Греміу              |
| 13 | ЗХ   | Вільям          | 3 квітня 1995 (вік 21 рік)     | 3    | 0    | Інтернасьйонал      |
| 14 | ЗХ   | Луан Гарсія     | 10 травня 1993 (вік 23 роки)   | 5    | 2    | Васко да Гама       |
| 15 | ПЗ   | Родріго Доурадо | 17 червня 1994 (вік 22 роки)   | 1    | 0    | Інтернасьйонал      |
| 16 | ПЗ   | Тьяго Мая       | 23 березня 1997 (вік 19 років) | 2    | 0    | Сантос              |
| 17 | НП   | Феліпе Андерсон | 15 квітня 1993 (вік 23 роки)   | 7    | 2    | Лаціо               |
| 18 | ВР   | Уїлсон          | 28 квітня 1994 (вік 22 роки)   | 0    | 0    | Атлетіку Мінейру    |

### Данія
Головний тренер: Нільс Фредеріксен
| №  | Поз. | Гравець               | Дата народження (вік)            | Ігри | Голи | Клуб           |
| -- | ---- | --------------------- | -------------------------------- | ---- | ---- | -------------- |
| 1  | ВР   | Єппе Хейб'єрг         | 30 квітня 1995 (вік 21 рік)      | 0    | 0    | Есб'єрг        |
| 2  | ЗХ   | Міккель Деслер        | 19 лютого 1995 (вік 21 рік)      | 0    | 0    | Оденсе         |
| 3  | ЗХ   | Каспер Ларсен         | 25 січня 1993 (вік 23 роки)      | 0    | 0    | Гронінген      |
| 4  | ЗХ   | Едігейсон Гомеш*      | 17 листопада 1988 (вік 27 років) | 0    | 0    | Хенань Цзяньє  |
| 5  | ЗХ   | Якоб Блоб'єрг         | 11 січня 1995 (вік 21 рік)       | 0    | 0    | Ольборг        |
| 6  | ПЗ   | Андрес Максьо         | 18 березня 1994 (вік 22 роки)    | 0    | 0    | Норшелланн     |
| 7  | НП   | Лассе Вібе* (c)       | 22 липня 1987 (вік 29 років)     | 0    | 0    | Брентфорд      |
| 8  | ПЗ   | Матіас Гебо Расмуссен | 2 серпня 1995 (вік 21 рік)       | 0    | 0    | Фредерісія     |
| 9  | НП   | Ніколай Брок-Мадсен   | 9 січня 1993 (вік 23 роки)       | 0    | 0    | Бірмінгем Сіті |
| 10 | НП   | Якоб Бруун Ларсен     | 19 вересня 1998 (вік 17 років)   | 0    | 0    | Боруссія       |
| 11 | ЗХ   | Якоб Барретт Лаурсен  | 17 листопада 1994 (вік 21 рік)   | 0    | 0    | Оденсе         |
| 12 | НП   | Фредерік Борстінг     | 13 лютого 1995 (вік 21 рік)      | 0    | 0    | Ольборг        |
| 13 | НП   | Еміль Ларсен*         | 22 червня 1991 (вік 25 років)    | 0    | 0    | Люнгбю         |
| 14 | ПЗ   | Каспер Нільсен        | 29 квітня 1994 (вік 22 роки)     | 0    | 0    | Есб'єрг        |
| 15 | ЗХ   | Паскаль Грегор        | 18 лютого 1994 (вік 22 роки)     | 0    | 0    | Норшелланн     |
| 16 | НП   | Роберт Сков           | 20 травня 1996 (вік 20 років)    | 0    | 0    | Сількеборг     |
| 17 | ПЗ   | Єнс Йонссон           | 10 січня 1993 (вік 23 роки)      | 0    | 0    | Орхус          |
| 18 | ВР   | Лукас Фернандес       | 1 березня 1993 (вік 23 роки)     | 0    | 0    | Сеннер'юск     |

### Ірак
Головний тренер: Абдул-Гані Шахад
| №  | Поз. | Гравець               | Дата народження (вік)          | Ігри | Голи | Клуб                            |
| -- | ---- | --------------------- | ------------------------------ | ---- | ---- | ------------------------------- |
| 1  | ВР   | Фахад Таліб           | 21 жовтня 1994 (вік 21 рік)    | 9    | 0    | Аль-Кува Аль-Джавія             |
| 2  | ЗХ   | Ахмад Ібрагім Халаф*  | 25 лютого 1992 (вік 24 роки)   | 6    | 0    | Аль-Дафра                       |
| 3  | ЗХ   | Хавбір Мустафа        | 24 вересня 1993 (вік 22 роки)  | 0    | 0    | Маастрихт (футбольний клуб)     |
| 4  | ЗХ   | Мустафа Надім         | 23 вересня 1993 (вік 22 роки)  | 28   | 4    | Нафт Аль-Васат                  |
| 5  | ЗХ   | Алі Фаез              | 9 вересня 1994 (вік 21 рік)    | 9    | 1    | Чайкур Різеспор                 |
| 6  | ЗХ   | Алі Аднан             | 19 грудня 1993 (вік 22 роки)   | 10   | 5    | Удінезе                         |
| 7  | НП   | Хаммаді Ахмад*        | 18 жовтня 1989 (вік 26 років)  | 0    | 0    | Аль-Кува Аль-Джавія             |
| 8  | НП   | Моханнад Абдул-Рахім  | 22 вересня 1993 (вік 22 роки)  | 15   | 5    | Аль-Завраа                      |
| 9  | ПЗ   | Махді Камель          | 6 січня 1995 (вік 21 рік)      | 26   | 6    | Аль-Шорта                       |
| 10 | ПЗ   | Алі Хусні             | 23 травня 1994 (вік 22 роки)   | 9    | 3    | Чайкур Різеспор                 |
| 11 | ПЗ   | Хумам Тарік           | 10 лютого 1996 (вік 20 років)  | 12   | 5    | Аль-Кува Аль-Джавія             |
| 12 | ВР   | Мохаммед Хамід Фархан | 24 січня 1993 (вік 23 роки)    | 7    | 0    | Нафт Аль-Васат                  |
| 13 | НП   | Шерко Карім Губарі    | 25 травня 1996 (вік 20 років)  | 0    | 0    | Грассгоппер                     |
| 14 | ЗХ   | Саад Натік Наджі      | 19 березня 1994 (вік 22 роки)  | 11   | 1    | Аль-Кува Аль-Джавія             |
| 15 | ЗХ   | Дургам Ісмаїл         | 23 травня 1994 (вік 22 роки)   | 12   | 1    | Чайкур Різеспор                 |
| 16 | ПЗ   | Саад Абдул-Амір* (c)  | 19 січня 1992 (вік 24 роки)    | 4    | 0    | Аль-Кадісія (Саудівська Аравія) |
| 17 | ЗХ   | Алаа Алі Мхаві        | 3 червня 1996 (вік 20 років)   | 5    | 0    | Аль-Завраа                      |
| 18 | ПЗ   | Амджад Аттван         | 12 березня 1997 (вік 19 років) | 5    | 2    | Аль-Шорта                       |

### Південна Африка
Головний тренер: Овен Да Гама
| №  | Поз. | Гравець                   | Дата народження (вік)         | Ігри | Голи | Клуб                  |
| -- | ---- | ------------------------- | ----------------------------- | ---- | ---- | --------------------- |
| 1  | ВР   | Джоді Фебруарі            | 12 травня 1996 (вік 20 років) | 0    | 0    | Аякс Кейптаун         |
| 2  | ЗХ   | Ерік Матохо*              | 1 березня 1990 (вік 26 років) | 0    | 0    | Кайзер Чифс           |
| 3  | ЗХ   | Репо Тарсіус Малепе       | 18 лютого 1997 (вік 19 років) | 0    | 0    | Орландо Пайретс       |
| 4  | ЗХ   | Мотобі Мвала              | 14 червня 1994 (вік 22 роки)  | 0    | 0    | Хайлендс Парк         |
| 5  | ЗХ   | Рівалдо Кутзее            | 16 жовтня 1996 (вік 19 років) | 0    | 0    | Аякс Кейптаун         |
| 6  | ЗХ   | Квандаквенсізва Мнгоньяма | 25 вересня 1993 (вік 22 роки) | 0    | 0    | Маріцбург Юнайтед     |
| 7  | ПЗ   | Мензі Масуку              | 15 квітня 1993 (вік 23 роки)  | 0    | 0    | Орландо Пайретс       |
| 8  | ПЗ   | Тироан Сендоуз            | 12 лютого 1995 (вік 21 рік)   | 0    | 0    | Греміу                |
| 9  | НП   | Ташрік Морріс             | 13 травня 1994 (вік 22 роки)  | 0    | 0    | Аякс Кейптаун         |
| 10 | НП   | Кіган Доллі (c)           | 22 січня 1993 (вік 23 роки)   | 0    | 0    | Мамелоді Сандаунз     |
| 11 | ПЗ   | Обрі Модіба               | 22 липня 1995 (вік 21 рік)    | 0    | 0    | Мпумаланга Блек Ейсіз |
| 12 | НП   | Лебо Мотіба               | 28 січня 1996 (вік 20 років)  | 0    | 0    | Лілль                 |
| 13 | ЗХ   | Аббубакер Мобара          | 18 лютого 1994 (вік 22 роки)  | 0    | 0    | Орландо Пайретс       |
| 14 | ПЗ   | Гіфт Мотупа               | 23 вересня 1994 (вік 21 рік)  | 0    | 0    | Орландо Пайретс       |
| 15 | ПЗ   | Фумлані Нтшангасе         | 24 грудня 1994 (вік 21 рік)   | 0    | 0    | Бідвест Вітз          |
| 16 | ВР   | Ітумеленг Хуне*           | 20 червня 1987 (вік 29 років) | 0    | 0    | Кайзер Чифс           |
| 17 | ЗХ   | Тебого Моеране            | 7 квітня 1995 (вік 21 рік)    | 0    | 0    | Бідвест Вітз          |
| 18 | ПЗ   | Деолін Мекоа              | 10 серпня 1993 (вік 22 роки)  | 0    | 0    | Маріцбург Юнайтед     |

## Група B

### Колумбія
Головний тренер: Карлос Рестрепо
| №  | Поз. | Гравець                | Дата народження (вік)         | Ігри | Голи | Клуб                |
| -- | ---- | ---------------------- | ----------------------------- | ---- | ---- | ------------------- |
| 1  | ВР   | Крістіан Бонілья       | 2 червня 1993 (вік 23 роки)   | 4    | 0    | Атлетіко Насьйональ |
| 2  | ЗХ   | Вільям Тесільо*        | 2 лютого 1990 (вік 26 років)  | 2    | 0    | Санта-Фе            |
| 3  | ЗХ   | Дейві Баланта          | 9 лютого 1993 (вік 23 роки)   | 4    | 0    | Хуніор              |
| 4  | ЗХ   | Дейвер Мачадо          | 2 вересня 1993 (вік 22 роки)  | 3    | 0    | Мільйонаріос        |
| 5  | ЗХ   | Феліпе Агілар          | 20 січня 1993 (вік 23 роки)   | 2    | 0    | Атлетіко Насьйональ |
| 6  | ПЗ   | Джефферсон Лерма       | 25 жовтня 1994 (вік 21 рік)   | 2    | 0    | Леванте             |
| 7  | НП   | Арлей Родрігес         | 9 лютого 1993 (вік 23 роки)   | 4    | 0    | Атлетіко Насьйональ |
| 8  | НП   | Дорлан Пабон*          | 24 січня 1988 (вік 28 років)  | 2    | 0    | Монтеррей           |
| 9  | НП   | Мігель Борха           | 26 січня 1993 (вік 23 роки)   | 2    | 0    | Атлетіко Насьйональ |
| 10 | НП   | Теофіло Гутьєррес* (c) | 17 травня 1985 (вік 31 рік)   | 2    | 1    | Спортінг            |
| 11 | НП   | Арольд Пресіадо        | 1 червня 1994 (вік 22 роки)   | 4    | 1    | Депортіво Калі      |
| 12 | ПЗ   | Андрес Роа             | 25 травня 1993 (вік 23 роки)  | 4    | 0    | Депортіво Калі      |
| 13 | ЗХ   | Елібельтон Паласіос    | 11 червня 1993 (вік 23 роки)  | 4    | 0    | Депортіво Калі      |
| 14 | ПЗ   | Себастьян Перес        | 29 березня 1993 (вік 23 роки) | 3    | 0    | Атлетіко Насьйональ |
| 15 | ПЗ   | Вільмар Барріос        | 16 жовтня 1993 (вік 22 роки)  | 5    | 0    | Депортес Толіма     |
| 16 | ПЗ   | Кевін Баланта          | 28 квітня 1997 (вік 19 років) | 4    | 0    | Депортіво Калі      |
| 17 | ЗХ   | Крістіан Борха         | 18 лютого 1993 (вік 23 роки)  | 7    | 0    | Санта-Фе            |
| 18 | ВР   | Луїс Уртадо            | 24 січня 1994 (вік 22 роки)   | 2    | 0    | Депортіво Калі      |

### Японія
Головний тренер: Макото Тегураморі
| №  | Поз. | Гравець           | Дата народження (вік)            | Ігри | Голи | Клуб               |
| -- | ---- | ----------------- | -------------------------------- | ---- | ---- | ------------------ |
| 1  | ВР   | Масатосі Кусібікі | 29 січня 1993 (вік 23 роки)      | 0    | 0    | Касіма Антлерс     |
| 2  | ЗХ   | Сей Муроя         | 5 квітня 1994 (вік 22 роки)      | 0    | 0    | Токіо              |
| 3  | ПЗ   | Ватару Ендо       | 9 лютого 1993 (вік 23 роки)      | 0    | 0    | Урава Ред Даймондс |
| 4  | ЗХ   | Хірокі Фудзіхару* | 28 листопада 1988 (вік 27 років) | 0    | 0    | Гамба Осака        |
| 5  | ЗХ   | Наоміті Уеда      | 24 жовтня 1994 (вік 21 рік)      | 0    | 0    | Касіма Антлерс     |
| 6  | ЗХ   | Цукаса Сіотані*   | 5 грудня 1988 (вік 27 років)     | 0    | 0    | Санфрече Хіросіма  |
| 7  | ПЗ   | Рікі Харакава (c) | 13 серпня 1993 (вік 22 роки)     | 0    | 0    | Кавасакі Фронтале  |
| 8  | ПЗ   | Рьота Осіма       | 23 січня 1993 (вік 23 роки)      | 0    | 0    | Кавасакі Фронтале  |
| 9  | ПЗ   | Сінья Ядзіма      | 18 січня 1994 (вік 22 роки)      | 0    | 0    | Фаджіано Окаяма    |
| 10 | ПЗ   | Соя Накадзіма     | 23 серпня 1994 (вік 21 рік)      | 0    | 0    | Токіо              |
| 11 | НП   | Мусасі Судзукі    | 11 лютого 1994 (вік 22 роки)     | 0    | 0    | Альбірекс Ніїгата  |
| 12 | ВР   | Косуке Накамура   | 27 лютого 1995 (вік 21 рік)      | 0    | 0    | Касіва Рейсол      |
| 13 | НП   | Сіндзо Корокі*    | 31 липня 1986 (вік 30 років)     | 0    | 0    | Урава Ред Даймондс |
| 14 | ПЗ   | Йосуке Ідегуті    | 23 серпня 1996 (вік 19 років)    | 0    | 0    | Гамба Осака        |
| 15 | ЗХ   | Масасі Камекава   | 28 травня 1993 (вік 23 роки)     | 0    | 0    | Авіспа Фукуока     |
| 16 | НП   | Такума Асано      | 10 листопада 1994 (вік 21 рік)   | 0    | 0    | Арсенал            |
| 17 | ЗХ   | Такуя Іванамі     | 18 червня 1994 (вік 22 роки)     | 0    | 0    | Віссел Кобе        |
| 18 | ПЗ   | Такумі Мінаміно   | 16 січня 1995 (вік 21 рік)       | 0    | 0    | Ред Булл           |

### Нігерія
Головний тренер: Самсон Сяся
| №  | Поз. | Гравець            | Дата народження (вік)           | Ігри | Голи | Клуб                      |
| -- | ---- | ------------------ | ------------------------------- | ---- | ---- | ------------------------- |
| 1  | ВР   | Деніел Акпеї*      | 3 серпня 1986 (вік 30 років)    | 1    | 0    | Чіппа Юнайтед             |
| 2  | ЗХ   | Сет Сінсере        | 28 квітня 1998 (вік 18 років)   | 19   | 0    | Рапсоді (футбольний клуб) |
| 3  | ЗХ   | Кінгслі Маду       | 12 грудня 1995 (вік 20 років)   | 0    | 0    | Тренчин                   |
| 4  | ЗХ   | Шеху Абдуллахі     | 12 березня 1993 (вік 23 роки)   | 3    | 0    | Уніау Мадейра             |
| 5  | ЗХ   | Сетаді Ерімуя      | 10 січня 1998 (вік 18 років)    | 5    | 1    | Кайсері Ерджіясспор       |
| 6  | ЗХ   | Вільям Трост-Еконг | 1 вересня 1993 (вік 22 роки)    | 0    | 0    | Гаугесун                  |
| 7  | НП   | Аміну Умар         | 6 березня 1995 (вік 21 рік)     | 4    | 0    | Османлиспор               |
| 8  | ПЗ   | Огенекаро Етебо    | 9 листопада 1995 (вік 20 років) | 16   | 7    | Фейренсе                  |
| 9  | НП   | Імо Езекіль (c)    | 24 жовтня 1993 (вік 22 роки)    | 0    | 0    | Андерлехт                 |
| 10 | ПЗ   | Джон Обі Мікел*    | 22 квітня 1987 (вік 29 років)   | 0    | 0    | Челсі                     |
| 11 | НП   | Джуніор Аджаї      | 29 січня 1996 (вік 20 років)    | 17   | 10   | Аль-Аглі                  |
| 12 | ПЗ   | Попула Саліу       | 7 серпня 1994 (вік 21 рік)      | 3    | 0    | Серен Юнайтед             |
| 13 | НП   | Садік Умар         | 2 лютого 1997 (вік 19 років)    | 0    | 0    | Рома                      |
| 14 | ПЗ   | Азубуїке Окечукву  | 19 квітня 1997 (вік 19 років)   | 19   | 1    | Єні Малатьяспор           |
| 15 | ЗХ   | Ндіфреке Удо       | 15 серпня 1998 (вік 17 років)   | 13   | 0    | Абія Ворріорс             |
| 16 | ЗХ   | Стенлі Амузі       | 28 лютого 1996 (вік 20 років)   | 12   | 0    | Ольяненсе                 |
| 17 | ПЗ   | Могаммед Усман     | 2 березня 1994 (вік 22 роки)    | 13   | 1    | Уніау Мадейра             |
| 18 | ВР   | Еммануель Деніел   | 17 грудня 1993 (вік 22 роки)    | 21   | 0    | Енугу Рейнджерс           |

### Швеція
Головний тренер: Гокан Еріксон
| №  | Поз. | Гравець                  | Дата народження (вік)         | Ігри | Голи | Клуб             |
| -- | ---- | ------------------------ | ----------------------------- | ---- | ---- | ---------------- |
| 1  | ВР   | Андреас Лінде            | 24 липня 1993 (вік 23 роки)   | 1    | 0    | Молде            |
| 2  | ЗХ   | Адам Лундквіст           | 20 березня 1994 (вік 22 роки) | 1    | 0    | Ельфсборг        |
| 3  | ЗХ   | Александер Милошевич*    | 30 січня 1992 (вік 24 роки)   | 1    | 0    | Ганновер 96      |
| 4  | ЗХ   | Йоакім Нільссон          | 6 лютого 1994 (вік 22 роки)   | 1    | 0    | Ельфсборг        |
| 5  | ЗХ   | Па Конате                | 25 квітня 1994 (вік 22 роки)  | 1    | 0    | Мальме           |
| 6  | ПЗ   | Абдул Халілі*            | 7 червня 1992 (вік 24 роки)   | 1    | 0    | Мерсін Ідманюрду |
| 7  | ПЗ   | Сімон Тібблінг           | 7 вересня 1994 (вік 21 рік)   | 1    | 0    | Гронінген        |
| 8  | ПЗ   | Александер Франссон      | 2 квітня 1994 (вік 22 роки)   | 0    | 0    | Базель           |
| 9  | ПЗ   | Робін Куайсон            | 9 жовтня 1993 (вік 22 роки)   | 1    | 0    | Палермо          |
| 10 | ПЗ   | Муамер Танкович          | 22 лютого 1995 (вік 21 рік)   | 1    | 0    | АЗ               |
| 11 | ПЗ   | Астріт Айдаревіч* (c)    | 17 квітня 1990 (вік 26 років) | 1    | 0    | Еребру           |
| 12 | НП   | Мікаель Ісхак            | 31 березня 1993 (вік 23 роки) | 0    | 0    | Раннерс          |
| 13 | ЗХ   | Якоб Уне Ларссон         | 8 квітня 1994 (вік 22 роки)   | 1    | 1    | Юргорден         |
| 14 | ЗХ   | Себастіан Старке Гедлунд | 5 квітня 1995 (вік 21 рік)    | 1    | 0    | Кальмар          |
| 15 | ЗХ   | Ноа Сонко Сундберг       | 6 червня 1996 (вік 20 років)  | 0    | 0    | ГІФ Сундсвалль   |
| 17 | ПЗ   | Кен Сема                 | 30 вересня 1993 (вік 22 роки) | 1    | 1    | Естерсунд        |
| 18 | ВР   | Тім Ерландссон           | 25 грудня 1996 (вік 19 років) | 0    | 0    | Ноттінгем Форест |
| 21 | НП   | Вальмір Беріша           | 6 червня 1996 (вік 20 років)  | 0    | 0    | вільний агент    |

## Група C

### Фіджі
| №  | Поз. | Гравець            | Дата народження (вік)          | Ігри | Голи | Клуб              |
| -- | ---- | ------------------ | ------------------------------ | ---- | ---- | ----------------- |
| 1  | ВР   | Сіміоне Таманісау* | 5 червня 1982 (вік 34 роки)    | 0    | 0    | Рева              |
| 2  | ЗХ   | Праніл Найду       | 29 січня 1995 (вік 21 рік)     | 0    | 0    | Ба                |
| 3  | ЗХ   | Філіпе Баравілала  | 25 листопада 1994 (вік 21 рік) | 0    | 0    | Сува              |
| 4  | ЗХ   | Джале Дрелоа       | 21 квітня 1995 (вік 21 рік)    | 0    | 0    | Сува              |
| 5  | ПЗ   | Антоніо Туівуна    | 20 березня 1995 (вік 21 рік)   | 0    | 0    | Наді              |
| 6  | НП   | Аніш Хем           | 27 вересня 1993 (вік 22 роки)  | 0    | 0    | Наді              |
| 7  | ПЗ   | Нікел Чанд         | 28 липня 1995 (вік 21 рік)     | 0    | 0    | Сува              |
| 8  | НП   | Сетарекі Г'юз      | 8 червня 1995 (вік 21 рік)     | 0    | 0    | Рева              |
| 9  | НП   | Рой Крішна* (c)    | 30 серпня 1987 (вік 28 років)  | 0    | 0    | Веллінгтон Фенікс |
| 10 | ПЗ   | Рату Накалеву      | 7 березня 1994 (вік 22 роки)   | 0    | 0    | Рева              |
| 11 | ЗХ   | Елвін Сінгх*       | 9 червня 1988 (вік 28 років)   | 0    | 0    | Ба                |
| 12 | ПЗ   | Тевіта Варанаівалу | 16 вересня 1995 (вік 20 років) | 0    | 0    | Рева              |
| 13 | НП   | Йосефо Веревоу     | 1 травня 1996 (вік 20 років)   | 0    | 0    | Рева              |
| 14 | НП   | Семюела Набеніа    | 9 лютого 1995 (вік 21 рік)     | 0    | 0    | Ба                |
| 15 | НП   | Саула Вака         | 10 грудня 1995 (вік 20 років)  | 0    | 0    | Ба                |
| 16 | ПЗ   | Джозеф Турагабесі  | 19 листопада 1994 (вік 21 рік) | 0    | 0    | Сува              |
| 18 | ВР   | Шаніл Найду        | 28 березня 1995 (вік 21 рік)   | 0    | 0    | Дрекеті           |

### Німеччина
| №  | Поз. | Гравець           | Дата народження (вік)          | Ігри | Голи | Клуб                |
| -- | ---- | ----------------- | ------------------------------ | ---- | ---- | ------------------- |
| 1  | ВР   | Тімо Горн         | 12 травня 1993 (вік 23 роки)   | 0    | 0    | Кельн               |
| 2  | ПЗ   | Джеремі Тольян    | 8 серпня 1994 (вік 21 рік)     | 0    | 0    | Гоффенгайм 1899     |
| 3  | ЗХ   | Лукас Клостерманн | 3 червня 1996 (вік 20 років)   | 0    | 0    | РБ Лейпциг          |
| 4  | ЗХ   | Маттіас Гінтер    | 19 січня 1994 (вік 22 роки)    | 9    | 0    | Боруссія (Дортмунд) |
| 5  | ЗХ   | Ніклас Зюле       | 3 вересня 1995 (вік 20 років)  | 0    | 0    | Гоффенгайм 1899     |
| 6  | ПЗ   | Свен Бендер*      | 27 квітня 1989 (вік 27 років)  | 7    | 0    | Боруссія (Дортмунд) |
| 7  | ПЗ   | Макс Маєр         | 18 вересня 1995 (вік 20 років) | 1    | 0    | Шальке 04           |
| 8  | ПЗ   | Ларс Бендер*      | 27 квітня 1989 (вік 27 років)  | 19   | 4    | Баєр 04             |
| 9  | НП   | Даві Зельке       | 20 січня 1995 (вік 21 рік)     | 0    | 0    | РБ Лейпциг          |
| 10 | ПЗ   | Леон Горецка (c)  | 6 лютого 1995 (вік 21 рік)     | 1    | 0    | Шальке 04           |
| 11 | ПЗ   | Юліан Брандт      | 2 травня 1996 (вік 20 років)   | 1    | 0    | Баєр 04             |
| 12 | ВР   | Яннік Гут         | 15 квітня 1994 (вік 22 роки)   | 0    | 0    | Майнц 05            |
| 13 | ЗХ   | Філіпп Макс       | 30 вересня 1993 (вік 22 роки)  | 0    | 0    | Аугсбург            |
| 14 | ЗХ   | Роберт Бауер      | 9 квітня 1995 (вік 21 рік)     | 0    | 0    | Інгольштадт 04      |
| 15 | ПЗ   | Макс Крістіансен  | 25 вересня 1996 (вік 19 років) | 0    | 0    | Інгольштадт 04      |
| 16 | ПЗ   | Гриша Премель     | 9 січня 1995 (вік 21 рік)      | 0    | 0    | Карлсруе            |
| 17 | ПЗ   | Серж Гнабрі       | 14 липня 1995 (вік 21 рік)     | 0    | 0    | Арсенал (Лондон)    |
| 18 | НП   | Нільс Петерсен*   | 6 грудня 1988 (вік 27 років)   | 0    | 0    | Фрайбург            |

### Мексика
Головний тренер: Рауль Гутьєррес
| №  | Поз. | Гравець                 | Дата народження (вік)         | Ігри | Голи | Клуб           |
| -- | ---- | ----------------------- | ----------------------------- | ---- | ---- | -------------- |
| 1  | ВР   | Альфредо Талавера*      | 18 вересня 1982 (вік 33 роки) | 0    | 0    | Толука         |
| 2  | ЗХ   | Хосе Абелья             | 10 лютого 1994 (вік 22 роки)  | 9    | 3    | Сантос Лагуна  |
| 3  | ЗХ   | Хордан Сільва           | 30 липня 1994 (вік 22 роки)   | 14   | 1    | Толука         |
| 4  | ЗХ   | Сесар Монтес            | 24 лютого 1997 (вік 19 років) | 0    | 0    | Монтеррей      |
| 5  | ПЗ   | Міхаель Перес Ортіс     | 14 лютого 1993 (вік 23 роки)  | 3    | 1    | Гвадалахара    |
| 6  | ЗХ   | Хорхе Торрес Ніло*      | 16 січня 1988 (вік 28 років)  | 0    | 0    | УАНЛ           |
| 7  | ПЗ   | Родольфо Пісарро        | 15 лютого 1994 (вік 22 роки)  | 7    | 0    | Пачука         |
| 8  | ПЗ   | Ірвінг Лосано           | 30 липня 1995 (вік 21 рік)    | 5    | 1    | Пачука         |
| 9  | НП   | Орібе Перальта* (c)     | 12 січня 1984 (вік 32 роки)   | 5    | 6    | Америка        |
| 10 | ЗХ   | Віктор Гусман           | 3 лютого 1995 (вік 21 рік)    | 16   | 1    | Пачука         |
| 11 | НП   | Марко Буено             | 31 березня 1994 (вік 22 роки) | 13   | 5    | Гвадалахара    |
| 12 | ВР   | Гібран Лахуд            | 25 грудня 1993 (вік 22 роки)  | 20   | 0    | Тіхуана        |
| 13 | ЗХ   | Карлос Сальседо         | 29 вересня 1993 (вік 22 роки) | 8    | 0    | Гвадалахара    |
| 14 | ЗХ   | Ерік Агірре             | 23 лютого 1997 (вік 19 років) | 4    | 0    | Пачука         |
| 15 | ПЗ   | Ерік Гутьєррес          | 15 червня 1995 (вік 21 рік)   | 3    | 0    | Пачука         |
| 16 | НП   | Карлос Ернесто Сіснерос | 30 серпня 1993 (вік 22 роки)  | 7    | 3    | Гвадалахара    |
| 17 | ПЗ   | Альфонсо Гонсалес       | 5 вересня 1994 (вік 21 рік)   | 8    | 2    | Монтеррей      |
| 18 | НП   | Ерік Торрес             | 19 січня 1993 (вік 23 роки)   | 9    | 7    | Х'юстон Динамо |
| 20 | ПЗ   | Рауль Лопес             | 23 лютого 1993 (вік 23 роки)  |      |      | Пачука         |
| 21 | НП   | Карлос Фієрро           | 24 липня 1994 (вік 22 роки)   |      |      | Керетаро       |

### Південна Корея
Головний тренер: Син Тхе Йонг
| №  | Поз. | Гравець          | Дата народження (вік)           | Ігри | Голи | Клуб                       |
| -- | ---- | ---------------- | ------------------------------- | ---- | ---- | -------------------------- |
| 1  | ВР   | Кім Тон Чун      | 19 грудня 1994 (вік 21 рік)     | 19   | 0    | Соннам                     |
| 2  | ЗХ   | Сім Сан Мін      | 21 травня 1993 (вік 23 роки)    | 27   | 0    | Сеул                       |
| 3  | ЗХ   | Лі Соль Чан      | 15 серпня 1993 (вік 22 роки)    | 18   | 0    | Чоннам Дрегонс             |
| 4  | ПЗ   | Кім Мін Тхе      | 26 листопада 1993 (вік 22 роки) | 11   | 0    | Вегалта Сендай             |
| 5  | ЗХ   | Чхве Г'ю Пек     | 23 січня 1994 (вік 22 роки)     | 5    | 1    | Чонбук Хьонде              |
| 6  | ЗХ   | Чжан Хюн Су* (c) | 28 вересня 1991 (вік 24 роки)   | 16   | 3    | Гуанчжоу Фулі              |
| 7  | НП   | Сон Хин Мін*     | 8 липня 1992 (вік 24 роки)      | 0    | 0    | Тоттенгем Готспур          |
| 8  | ПЗ   | Мун Чан Чін      | 12 липня 1993 (вік 23 роки)     | 28   | 16   | Пхохан Стілерс             |
| 9  | НП   | Сок Хьон Джун*   | 29 червня 1991 (вік 25 років)   | 2    | 0    | Порту                      |
| 10 | ПЗ   | Рю Син У         | 17 грудня 1993 (вік 22 роки)    | 22   | 4    | Баєр 04                    |
| 11 | НП   | Хван Хі Чан      | 26 січня 1996 (вік 20 років)    | 12   | 1    | Ред Булл (Зальцбург)       |
| 12 | ПЗ   | Лі Чхан Тон      | 10 січня 1993 (вік 23 роки)     | 11   | 1    | Кванджу                    |
| 13 | ЗХ   | Пак Тон Чін      | 10 грудня 1994 (вік 21 рік)     | 16   | 0    | Кванджу                    |
| 14 | ПЗ   | Пак Йон У        | 10 вересня 1993 (вік 22 роки)   | 15   | 2    | Сеул                       |
| 15 | ЗХ   | Чон Син Хьон     | 3 квітня 1994 (вік 22 роки)     | 17   | 2    | Ульсан Хьонде              |
| 16 | ПЗ   | Квон Чхан Хун    | 30 червня 1994 (вік 22 роки)    | 15   | 7    | Сувон Самсунг Блювінгз     |
| 17 | ПЗ   | Лі Чан Мін       | 20 січня 1994 (вік 22 роки)     | 22   | 4    | Чеджу Юнайтед              |
| 18 | ВР   | Ку Сон Юн        | 27 червня 1994 (вік 22 роки)    | 12   | 0    | Хоккайдо Консадолє Саппоро |

## Група D

### Алжир
Головний тренер: П'єр-Андре Шурманн
| №  | Поз. | Гравець            | Дата народження (вік)           | Ігри | Голи | Клуб             |
| -- | ---- | ------------------ | ------------------------------- | ---- | ---- | ---------------- |
| 1  | ВР   | Абделькадер Салхі  | 19 березня 1993 (вік 23 роки)   | 12   | 0    | АСО Шлеф         |
| 2  | ЗХ   | Мілуд Ребяї        | 12 грудня 1993 (вік 22 роки)    | 0    | 0    | ЕС Сетіф         |
| 3  | ЗХ   | Аюб Абделлауї      | 16 лютого 1993 (вік 23 роки)    | 13   | 0    | УСМ Алжир        |
| 4  | ЗХ   | Абдельгані Демму*  | 29 січня 1989 (вік 27 років)    | 1    | 0    | МК Алжир         |
| 5  | ЗХ   | Ріад Кенніш (c)    | 30 квітня 1993 (вік 23 роки)    | 7    | 1    | ЕС Сетіф         |
| 6  | ПЗ   | Мохамед Бенхемасса | 28 червня 1993 (вік 23 роки)    | 17   | 2    | УСМ Алжир        |
| 7  | НП   | Багдад Бунеджах*   | 24 листопада 1991 (вік 24 роки) | 6    | 4    | Ас-Садд          |
| 8  | ПЗ   | Харіс Белькебла    | 28 січня 1994 (вік 22 роки)     | 0    | 0    | Тур              |
| 9  | НП   | Мохамед Бенкабілья | 2 лютого 1994 (вік 22 роки)     | 0    | 0    | АСМ Оран         |
| 10 | НП   | Абдеррахман Мезьян | 7 березня 1993 (вік 23 роки)    | 13   | 4    | УСМ Алжир        |
| 11 | НП   | Закарія Хаддуш     | 19 серпня 1994 (вік 21 рік)     | 9    | 1    | ЕС Сетіф         |
| 12 | ПЗ   | Абдельрауф Бенгіт  | 5 квітня 1996 (вік 20 років)    | 14   | 0    | УСМ Алжир        |
| 13 | НП   | Уссама Дарфалу     | 29 вересня 1993 (вік 22 роки)   | 11   | 4    | УСМ Алжир        |
| 14 | ПЗ   | Соф'ян Бендебка*   | 9 серпня 1992 (вік 23 роки)     | 1    | 1    | Хуссейн Дей      |
| 15 | ЗХ   | Хуарі Ферхані      | 11 лютого 1993 (вік 23 роки)    | 13   | 0    | Кабілія          |
| 16 | ВР   | Фарід Шааль        | 3 липня 1994 (вік 22 роки)      | 0    | 0    | УСМ Ель-Хараш    |
| 17 | ПЗ   | Закарія Драуї      | 20 лютого 1994 (вік 22 роки)    | 6    | 0    | Белуїздад        |
| 18 | НП   | Рашид Айт-Атман    | 4 лютого 1993 (вік 23 роки)     | 1    | 0    | Спортінг (Хіхон) |
| 22 | ВР   | Уссама Метхазем    | 16 грудня 1993 (вік 22 роки)    | 0    | 0    | «РК Арбаа»       |

### Аргентина
Головний тренер: Хуліо Олартікоечеа
| №  | Поз. | Гравець            | Дата народження (вік)            | Ігри | Голи | Клуб                       |
| -- | ---- | ------------------ | -------------------------------- | ---- | ---- | -------------------------- |
| 1  | ВР   | Херонімо Рульї*    | 20 травня 1992 (вік 24 роки)     | 3    | -4   | Реал Сосьєдад              |
| 2  | ЗХ   | Лаутаро Джанетті   | 13 листопада 1993 (вік 22 роки)  | 3    | 0    | Велес Сарсфілд             |
| 3  | ЗХ   | Алексіс Сото       | 20 жовтня 1993 (вік 22 роки)     | 3    | 0    | Банфілд                    |
| 4  | ЗХ   | Хосе луїс Гомес    | 13 вересня 1993 (вік 22 роки)    | 3    | 0    | Ланус                      |
| 5  | ПЗ   | Лукас Ромеро       | 18 квітня 1994 (вік 22 роки)     | 1    | 0    | Крузейру                   |
| 6  | ЗХ   | Віктор Куеста* (c) | 19 листопада 1988 (вік 27 років) | 2    | 0    | Індепендьєнте (Авельянеда) |
| 7  | ПЗ   | Крістіан Павон     | 21 січня 1996 (вік 20 років)     | 3    | 0    | Бока Хуніорс               |
| 8  | ПЗ   | Сантьяго Аскасібар | 25 лютого 1997 (вік 19 років)    | 3    | 0    | Естудьянтес                |
| 9  | НП   | Хонатан Кальєрі    | 23 вересня 1993 (вік 22 роки)    | 3    | 1    | Сан-Паулу                  |
| 10 | НП   | Анхель Корреа      | 9 березня 1995 (вік 21 рік)      | 3    | 1    | Атлетіко (Мадрид)          |
| 11 | НП   | Джованні Сімеоне   | 5 липня 1995 (вік 21 рік)        | 3    | 0    | Банфілд                    |
| 12 | ВР   | Аксель Вернер      | 28 лютого 1996 (вік 20 років)    | 0    | 0    | Атлетико Рафаела           |
| 13 | ПЗ   | Хоакін Арсура      | 18 травня 1993 (вік 23 роки)     | 0    | 0    | Рівер Плейт                |
| 14 | ПЗ   | Джовані Ло Чельсо  | 9 квітня 1996 (вік 20 років)     | 3    | 0    | Росаріо Сентраль           |
| 15 | ЗХ   | Лісандро Магальян  | 27 вересня 1993 (вік 22 роки)    | 1    | 0    | Бока Хуніорс               |
| 16 | ЗХ   | Леандро Вега       | 27 травня 1996 (вік 20 років)    | 1    | 0    | Рівер Плейт                |
| 17 | ПЗ   | Маурісіо Мартінес  | 20 лютого 1993 (вік 23 роки)     | 3    | 1    | Росаріо Сентраль           |
| 18 | НП   | Крістіан Еспіноса  | 3 квітня 1995 (вік 21 рік)       | 3    | 0    | Уракан                     |

### Гондурас
Головний тренер: Хорхе Луїс Пінто
| №  | Поз. | Гравець              | Дата народження (вік)           | Ігри | Голи | Клуб                    |
| -- | ---- | -------------------- | ------------------------------- | ---- | ---- | ----------------------- |
| 1  | ВР   | Луїс Лопес Фернандес | 13 вересня 1993 (вік 22 роки)   | 0    | 0    | Реал Еспанья            |
| 2  | ЗХ   | Хонатан Пас          | 18 червня 1995 (вік 21 рік)     | 0    | 0    | Депортіво Реал Сосьєдад |
| 3  | ЗХ   | Марсело Перейра      | 27 травня 1995 (вік 21 рік)     | 0    | 0    | Мотагуа                 |
| 4  | ЗХ   | Кевін Альварес       | 3 серпня 1996 (вік 20 років)    | 0    | 0    | Олімпія                 |
| 5  | ЗХ   | Альянс Варгас        | 25 вересня 1993 (вік 22 роки)   | 0    | 0    | Реал Еспанья            |
| 6  | ПЗ   | Браян Акоста (c)     | 24 листопада 1993 (вік 22 роки) | 0    | 0    | Реал Еспанья            |
| 7  | ПЗ   | Браян Рамірес        | 16 червня 1994 (вік 22 роки)    | 0    | 0    | Хутікальпа              |
| 8  | ЗХ   | Джонні Паласіос*     | 20 грудня 1986 (вік 29 років)   | 0    | 0    | Олімпія                 |
| 9  | НП   | Ентоні Лосано        | 25 квітня 1993 (вік 23 роки)    | 0    | 0    | Тенерифе                |
| 10 | ПЗ   | Оскар Салас          | 8 грудня 1993 (вік 22 роки)     | 0    | 0    | Олімпія                 |
| 11 | ПЗ   | Марсело Еспіналь     | 24 лютого 1993 (вік 23 роки)    | 0    | 0    | вільний агент           |
| 12 | НП   | Ромель Кіото*        | 9 серпня 1991 (вік 24 роки)     | 0    | 0    | Олімпія                 |
| 13 | ПЗ   | Джоу Бенавідес       | 26 грудня 1995 (вік 20 років)   | 0    | 0    | Реал Еспанья            |
| 14 | ПЗ   | Ельдер Торрес        | 14 квітня 1995 (вік 21 рік)     | 0    | 0    | Реал Монаркс            |
| 15 | ПЗ   | Аллан Банегас        | 4 жовтня 1993 (вік 22 роки)     | 0    | 0    | Марафон                 |
| 16 | ЗХ   | Браян Гарсія         | 26 травня 1993 (вік 23 роки)    | 0    | 0    | Віда                    |
| 17 | НП   | Альберт Еліс         | 12 лютого 1996 (вік 20 років)   | 0    | 0    | Олімпія                 |
| 18 | ВР   | Гарольд Фонсека      | 8 жовтня 1993 (вік 22 роки)     | 0    | 0    | Хутікальпа              |

### Португалія
Головний тренер: Руй Жорже
| №  | Поз. | Гравець                      | Дата народження (вік)           | Ігри | Голи | Клуб               |
| -- | ---- | ---------------------------- | ------------------------------- | ---- | ---- | ------------------ |
| 1  | ВР   | Бруну Варела                 | 4 листопада 1994 (вік 21 рік)   | 0    | 0    | Віторія (Сетубал)  |
| 2  | ЗХ   | Рікарду Есгаю (c)            | 16 травня 1993 (вік 23 роки)    | 1    | 0    | Спортінг (Лісабон) |
| 3  | ЗХ   | Тьягу Ілорі                  | 28 жовтня 1993 (вік 22 роки)    | 1    | 0    | Ліверпуль          |
| 4  | ЗХ   | Тобіаш Фігейреду             | 2 лютого 1994 (вік 22 роки)     | 1    | 0    | Насьйонал          |
| 5  | ЗХ   | Едгар Іє                     | 5 травня 1994 (вік 22 роки)     | 0    | 0    | Вільярреал Б       |
| 6  | ПЗ   | Томаш Подставскі             | 30 січня 1995 (вік 21 рік)      | 0    | 0    | Порту Б            |
| 7  | ПЗ   | Андре Мартінш*               | 21 січня 1990 (вік 26 років)    | 0    | 0    | Олімпіакос         |
| 8  | ПЗ   | Сержіу Олівейра*             | 2 червня 1992 (вік 24 роки)     | 1    | 0    | Порту              |
| 9  | НП   | Гонсалу Пасіенсія            | 1 серпня 1994 (вік 22 роки)     | 0    | 0    | Порту              |
| 10 | ПЗ   | Бруну Фернандеш              | 8 вересня 1994 (вік 21 рік)     | 1    | 0    | Удінезе            |
| 11 | НП   | Салвадор Агра*               | 11 листопада 1991 (вік 24 роки) | 0    | 0    | Насьйонал          |
| 12 | ВР   | Жоел Перейра                 | 28 червня 1996 (вік 20 років)   | 0    | 0    | Манчестер Юнайтед  |
| 13 | НП   | Піте                         | 22 серпня 1994 (вік 21 рік)     | 0    | 0    | Тондела            |
| 14 | ЗХ   | Паулу Енріке                 | 23 жовтня 1996 (вік 19 років)   | 0    | 0    | Пасуш ді Феррейра  |
| 15 | ПЗ   | Фернанду Фонсека             | 14 березня 1997 (вік 19 років)  | 0    | 0    | Порту Б            |
| 16 | ПЗ   | Франсішку Аугусто Нето Рамош | 10 квітня 1995 (вік 21 рік)     | 1    | 0    | Шавеш              |
| 17 | НП   | Карлуш Мане                  | 11 березня 1994 (вік 22 роки)   | 0    | 0    | Спортінг (Лісабон) |
| 18 | ПЗ   | Тіагу Сілва                  | 2 червня 1993 (вік 23 роки)     | 0    | 0    | Фейренсе           |